# Ferry Corsten
Ferry Corsten (n. 4 decembrie 1973, Rotterdam, Țările de Jos) este un DJ și un producător de muzică trance. Este de asemenea și prezentatorul unei emisiuni săptămânale la radio, Corsten's Countdown. În 28 octombrie 2009, revista DJ Magazine a anunțat rezultatele top-ului anual Top 100 DJ Poll, Corsten plasându-se pe locul 7.